# Top Trending Tele
Top Trending Tele fue un programa de humor y sátira que se estrenó el 16 de febrero de 2013 y se emitió, primero, los sábados y domingos y, posteriormente, de lunes a jueves. Top Trending Tele repasa la actualidad de España a través de secuencias de programas de televisión, reportajes, anuncios, virales y escenas cinematográficas.

## Historia
El 8 de febrero de 2013, varios portales de Internet anunciaron que Atresmedia Televisión había encargado un nuevo espacio de humor para que La Sexta emitiera en la franja de sobremesa de los fines de semana, que últimamente andaba floja en audiencias. Así, el 16 de febrero llegó Top Trending Tele, un ranking show en manos de la productora Alguna Pregunta, responsable del exitoso Alguna pregunta més? de TV3. A partir del sábado 5 de octubre de 2013, se incorporó como reportera Marta Márquez con su propia sección, Marta Attack!. Para despedir el 2013, el 31 de diciembre de 2013 se emitió un programa especial llamado Top Trending Tele: 2013 Fin de la Cita en donde se repasaba lo mejor del año con el toque humorístico habitual del programa.
Después de la finalización del programa el 1 de febrero de 2014, el programa volvió para la programación del access prime time del verano sustituyendo a El Intermedio el 6 de julio de 2015. El programa regresó con nuevas secciones y con una mayor duración apta para la franja horaria. Esta nueva etapa del programa duró durante los veranos de 2015 y 2016 hasta que finalizó el 11 de agosto de 2016.

## Formato
Top Trending Tele es un formato sin presentador en el que se van sucediendo las diferentes piezas entrelazadas unas con otras de forma lógica y dinámica. La base del programa son las imágenes más curiosas de la televisión nacional e internacional, y los sketches realizados a partir de escenas concretas de programas y películas. Además, recopila los mejores tweets, los mejores grupos de Facebook, los fotomontajes más impactantes, los comentarios más divertidos e ingeniosos y los mejores memes (imágenes, vídeos o virales), así como las curiosidades, las noticias y los momentos televisivos más destacados. Todo ello es presentado en forma de ranking.

## Secciones
- Lo+Top
- Top Caretos
- Mejores Tuits
- Posts de Facebook
- Grupos de Facebook
- TeleTubers
- Top Trending Films
- Mientras Tanto en...
- Visto en Tumblr
- Marta Attack!
- El Momentazo de la Semana/El Momentazo
- El Temazo de la Semana/El Temazo
- InTTTerrogados
- El Viral
- Vines
- GIF Live
- Yajoo! Respuestas
- Di-Versión Original

## Programas y audiencias
| Temporada | Temporada | Episodios | Estreno               | Final                   | Audiencia media | Audiencia media | Audiencia media |
| Temporada | Temporada | Episodios | Estreno               | Final                   | Espectadores    | Cuota           |                 |
| --------- | --------- | --------- | --------------------- | ----------------------- | --------------- | --------------- | --------------- |
|           | 1         | 47        | 16 de febrero de 2013 | 4 de agosto de 2013     | 611 000         | 4,6%            |                 |
|           | 2         | 38        | 24 de agosto de 2013  | 1 de febrero de 2014    | 587 000         | 4,4%            |                 |
|           | 3         | 24        | 6 de julio de 2015    | 3 de septiembre de 2015 | 749 000         | 6,1%            |                 |
|           | 4         | 24        | 4 de julio de 2016    | 11 de agosto de 2016    | 597 000         | 4,9%            |                 |
| Total     | 133       | 2013      | 2016                  | 636 000                 | 5,0%            |                 |                 |

### 1.ª Temporada (2013)
| 1.ª Temporada | 1.ª Temporada | 1.ª Temporada         | 1.ª Temporada  |
| N.º (serie)   | N.º (temp.)   | Fecha                 | Audiencia      |
| ------------- | ------------- | --------------------- | -------------- |
| 1             | 1             | 16 de febrero de 2013 | 720 000 (5,1%) |
| 2             | 2             | 17 de febrero de 2013 | 746 000 (5,0%) |
| 3             | 3             | 23 de febrero de 2013 | 839 000 (5,3%) |
| 4             | 4             | 24 de febrero de 2013 | 460 000 (4,9%) |
| 5             | 5             | 2 de marzo de 2013    | 550 000 (4,0%) |
| 6             | 6             | 3 de marzo de 2013    | 709 000 (4,8%) |
| 7             | 7             | 9 de marzo de 2013    | 721 000 (5,1%) |
| 8             | 8             | 10 de marzo de 2013   | 753 000 (5,1%) |
| 9             | 9             | 16 de marzo de 2013   | 694 000 (4,7%) |
| 10            | 10            | 17 de marzo de 2013   | 647 000 (4,4%) |
| 11            | 11            | 23 de marzo de 2013   | 763 000 (5,3%) |
| 12            | 12            | 24 de marzo de 2013   | 532 000 (3,7%) |
| 13            | 13            | 30 de marzo de 2013   | 479 000 (4,1%) |
| 14            | 14            | 31 de marzo de 2013   | 492 000 (4,2%) |
| 15            | 15            | 6 de abril de 2013    | 871 000 (6,1%) |
| 16            | 16            | 7 de abril de 2013    | 617 000 (4,7%) |
| 17            | 17            | 13 de abril de 2013   | 681 000 (6,2%) |
| 18            | 18            | 14 de abril de 2013   | 570 000 (4,5%) |
| 19            | 19            | 20 de abril de 2013   | 759 000 (5,8%) |
| 20            | 20            | 21 de abril de 2013   | 634 000 (4,4%) |
| 21            | 21            | 27 de abril de 2013   | 642 000 (4,4%) |
| 22            | 22            | 28 de abril de 2013   | 765 000 (4,9%) |
| 23            | 23            | 4 de mayo de 2013     | 591 000 (4,1%) |
| 24            | 24            | 18 de mayo de 2013    | 684 000 (4,7%) |
| 25            | 25            | 19 de mayo de 2013    | 566 000 (3,9%) |
| 26            | 26            | 25 de mayo de 2013    | 653 000 (4,8%) |
| 27            | 27            | 26 de mayo de 2013    | 386 000 (2,6%) |
| 28            | 28            | 1 de junio de 2013    | 576 000 (4,6%) |
| 29            | 29            | 2 de junio de 2013    | 651 000 (4,9%) |
| 30            | 30            | 8 de junio de 2013    | 686 000 (4,9%) |
| 31            | 31            | 9 de junio de 2013    | 515 000 (3,5%) |
| 32            | 32            | 15 de junio de 2013   | 523 000 (4,1%) |
| 33            | 33            | 16 de junio de 2013   | 586 000 (4,6%) |
| 34            | 34            | 22 de junio de 2013   | 814 000 (6,3%) |
| 35            | 35            | 23 de junio de 2013   | 683 000 (5,5%) |
| 36            | 36            | 29 de junio de 2013   | 551 000 (4,3%) |
| 37            | 37            | 30 de junio de 2013   | 574 000 (4,4%) |
| 38            | 38            | 6 de julio de 2013    | 480 000 (4,0%) |
| 39            | 39            | 7 de julio de 2013    | 422 000 (3,5%) |
| 40            | 40            | 13 de julio de 2013   | 481 000 (4,0%) |
| 41            | 41            | 14 de julio de 2013   | 448 000 (4,0%) |
| 42            | 42            | 20 de julio de 2013   | 510 000 (4,5%) |
| 43            | 43            | 21 de julio de 2013   | 586 000 (5,3%) |
| 44            | 44            | 27 de julio de 2013   | 571 000 (4,4%) |
| 45            | 45            | 28 de julio de 2013   | 480 000 (4,1%) |
| 46            | 46            | 3 de agosto de 2013   | 552 000 (5,1%) |
| 47            | 47            | 4 de agosto de 2013   | 587 000 (5,7%) |

### 2.ª Temporada (2013-2014)
| 2.ª Temporada | 2.ª Temporada | 2.ª Temporada            | 2.ª Temporada  |
| N.º (serie)   | N.º (temp.)   | Fecha                    | Audiencia      |
| ------------- | ------------- | ------------------------ | -------------- |
| 48            | 1             | 24 de agosto de 2013     | 497 000 (4,6%) |
| 49            | 2             | 25 de agosto de 2013     | 509 000 (4,5%) |
| 50            | 3             | 31 de agosto de 2013     | 545 000 (4,6%) |
| 51            | 4             | 1 de septiembre de 2013  | 590 000 (4,9%) |
| 52            | 5             | 7 de septiembre de 2013  | 587 000 (4,7%) |
| 53            | 6             | 8 de septiembre de 2013  | 654 000 (5,0%) |
| 54            | 7             | 14 de septiembre de 2013 | 583 000 (4,6%) |
| 55            | 8             | 15 de septiembre de 2013 | 499 000 (4,0%) |
| 56            | 9             | 21 de septiembre de 2013 | 518 000 (3,9%) |
| 57            | 10            | 22 de septiembre de 2013 | 445 000 (3,2%) |
| 58            | 11            | 28 de septiembre de 2013 | 658 000 (5,0%) |
| 59            | 12            | 29 de septiembre de 2013 |                |
| 60            | 13            | 5 de octubre de 2013     | 525 000 (4,1%) |
| 61            | 14            | 6 de octubre de 2013     | 598 000 (4,6%) |
| 62            | 15            | 13 de octubre de 2013    | 660 000 (5,0%) |
| 63            | 16            | 19 de octubre de 2013    | 631 000 (4,7%) |
| 64            | 17            | 20 de octubre de 2013    | 530 000 (4,0%) |
| 65            | 18            | 27 de octubre de 2013    | 651 000 (4,9%) |
| 66            | 19            | 3 de noviembre de 2013   | 382 000 (2,8%) |
| 67            | 20            | 9 de noviembre de 2013   | 529 000 (3,9%) |
| 68            | 21            | 10 de noviembre de 2013  | 496 000 (3,4%) |
| 69            | 22            | 16 de noviembre de 2013  | 586 000 (4,0%) |
| 70            | 23            | 23 de noviembre de 2013  | 804 000 (5,4%) |
| 71            | 24            | 30 de noviembre de 2013  | 664 000 (4,8%) |
| 72            | 25            | 7 de diciembre de 2013   | 624 000 (5,1%) |
| 73            | 26            | 8 de diciembre de 2013   | 412 000 (3,2%) |
| 74            | 27            | 14 de diciembre de 2013  | 571 000 (4,4%) |
| 75            | 28            | 15 de diciembre de 2013  | 572 000 (4,1%) |
| 76            | 29            | 22 de diciembre de 2013  | 581 000 (4,4%) |
| 77            | 30            | 28 de diciembre de 2013  | 622 000 (4,5%) |
| 78            | 31            | 29 de diciembre de 2013  | 739 000 (5,5%) |
| 79            | 32            | 31 de diciembre de 2013  | 637 000 (5,1%) |
| 80            | 33            | 5 de enero de 2014       | 683 000 (4,8%) |
| 81            | 34            | 11 de enero de 2014      | 608 000 (4,8%) |
| 82            | 35            | 12 de enero de 2014      | 558 000 (3,8%) |
| 83            | 36            | 19 de enero de 2014      | 749 000 (4,8%) |
| 84            | 37            | 25 de enero de 2014      | 548 000 (3,8%) |
| 85            | 38            | 1 de febrero de 2014     | 660 000 (4,3%) |

### 3.ª Temporada (2015)
| 3.ª Temporada | 3.ª Temporada | 3.ª Temporada           | 3.ª Temporada  |
| N.º (serie)   | N.º (temp.)   | Fecha                   | Audiencia      |
| ------------- | ------------- | ----------------------- | -------------- |
| 86            | 1             | 6 de julio de 2015      | 994 000 (7,1%) |
| 87            | 2             | 7 de julio de 2015      | 764 000 (5,8%) |
| 88            | 3             | 8 de julio de 2015      | 720 000 (5,8%) |
| 89            | 4             | 9 de julio de 2015      | 657 000 (5,4%) |
| 90            | 5             | 13 de julio de 2015     | 886 000 (6,9%) |
| 91            | 6             | 14 de julio de 2015     | 759 000 (6,3%) |
| 92            | 7             | 15 de julio de 2015     | 876 000 (7,3%) |
| 93            | 8             | 20 de julio de 2015     | 895 000 (7,2%) |
| 94            | 9             | 21 de julio de 2015     | 793 000 (6,5%) |
| 95            | 10            | 22 de julio de 2015     | 803 000 (6,8%) |
| 96            | 11            | 23 de julio de 2015     | 658 000 (5,7%) |
| 97            | 12            | 27 de julio de 2015     | 975 000 (7,7%) |
| 98            | 13            | 28 de julio de 2015     | 806 000 (6,7%) |
| 99            | 14            | 29 de julio de 2015     | 773 000 (6,3%) |
| 100           | 15            | 30 de julio de 2015     | 701 000 (6,1%) |
| 101           | 16            | 3 de agosto de 2015     | 801 000 (6,7%) |
| 102           | 17            | 4 de agosto de 2015     | 767 000 (6,9%) |
| 103           | 18            | 5 de agosto de 2015     | 621 000 (5,3%) |
| 104           | 19            | 6 de agosto de 2015     | 664 000 (6,4%) |
| 105           | 20            | 10 de agosto de 2015    | 620 000 (5,5%) |
| 106           | 21            | 31 de agosto de 2015    | 887 000 (5,8%) |
| 107           | 22            | 1 de septiembre de 2015 | 758 000 (6,6%) |
| 108           | 23            | 2 de septiembre de 2015 | 802 000 (5,5%) |
| 109           | 24            | 3 de septiembre de 2015 | 836 000 (5,6%) |

### 4.ª Temporada (2016)
| 4.ª Temporada | 4.ª Temporada | 4.ª Temporada        | 4.ª Temporada  |
| N.º (serie)   | N.º (temp.)   | Fecha                | Audiencia      |
| ------------- | ------------- | -------------------- | -------------- |
| 110           | 1             | 4 de julio de 2016   |                |
| 111           | 2             | 5 de julio de 2016   | 704 000 (5,3%) |
| 112           | 3             | 6 de julio de 2016   | 496 000 (3,3%) |
| 113           | 4             | 7 de julio de 2016   | 485 000 (3,2%) |
| 114           | 5             | 11 de julio de 2016  | 646 000 (4,9%) |
| 115           | 6             | 12 de julio de 2016  | 596 000 (4,5%) |
| 116           | 7             | 13 de julio de 2016  | 630 000 (4,9%) |
| 117           | 8             | 14 de julio de 2016  | 591 000 (4,7%) |
| 118           | 9             | 18 de julio de 2016  | 585 000 (4,7%) |
| 119           | 10            | 19 de julio de 2016  | 637 000 (6,0%) |
| 120           | 11            | 20 de julio de 2016  | 587 000 (5,4%) |
| 121           | 12            | 21 de julio de 2016  | 709 000 (5,8%) |
| 122           | 13            | 25 de julio de 2016  | 591 000 (4,8%) |
| 123           | 14            | 26 de julio de 2016  | 727 000 (5,9%) |
| 124           | 15            | 27 de julio de 2016  | 738 000 (6,0%) |
| 125           | 16            | 28 de julio de 2016  | 513 000 (4,5%) |
| 126           | 17            | 1 de agosto de 2016  | 601 000 (5,1%) |
| 127           | 18            | 2 de agosto de 2016  | 715 000 (6,2%) |
| 128           | 19            | 3 de agosto de 2016  | 605 000 (6,1%) |
| 129           | 20            | 4 de agosto de 2016  | 579 000 (5,0%) |
| 130           | 21            | 8 de agosto de 2016  | 635 000 (5,4%) |
| 131           | 22            | 9 de agosto de 2016  | 425 000 (3,4%) |
| 132           | 23            | 10 de agosto de 2016 | 391 000 (3,5%) |
| 133           | 24            | 11 de agosto de 2016 | 536 000 (4,7%) |